# Roberto Muñoz (beisbolista puertorriqueño)
Roberto (Sbert) Muñoz (n. Río Piedras (Puerto Rico); 3 de marzo de 1968), jugador profesional de béisbol (retirado en el año 2001), que jugó como pitcher en la Major Leagues entre los años 1993-2001.
Jugó en los equipos de los New York Yankees, Philadelphia Phillies, Montreal Expos, y Baltimore Orioles.

## Datos
- Fecha del primer juego: 29 de septiembre de 1993 (a la edad de 25 años)
- Fecha del último juego: 4 de octubre de 2001